# Capparis cinerea
Capparis cinerea är en kaprisväxtart som beskrevs av M. Jacobs. Capparis cinerea ingår i släktet Capparis och familjen kaprisväxter. Inga underarter finns listade i Catalogue of Life.